# ヒトの発達
ヒトの発達（ひとのはったつ、英: development of the human body）とは、ヒトが成熟に至る成長の過程である。その過程は、女性の卵巣から放出された卵子に、男性の精子が侵入して受精することから始まる。こうしてできた受精卵は、細胞分裂や細胞分化を経て発達し、子宮に着床して、胎児期を経て誕生まで発達を続ける。さらに出生後も成長と発達は続き、遺伝、ホルモン、環境およびその他の影響を受けながら、身体的および心理的な発達を遂げてゆく。この過程は、小児期、思春期、成人期と生涯を通じて継続する。

## 出生前
出生前発達（英: prenatal development, ラテン語のnatalis「誕生に関係する」に由来）とは、妊娠中に受精卵、その後に胚、そして胎児が発達する過程である。出生前発達は、受精して受精卵が形成されることから始まり、出生まで続く胎児発達の最初の段階となる。

### 受精

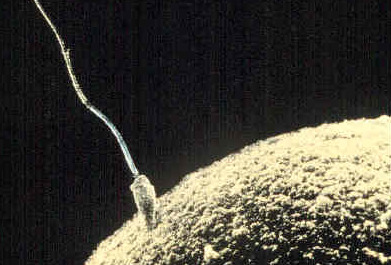
卵子と受精する精子

精子が卵子の膜にうまく入り込むと受精する。精子の染色体は卵子に受け渡され、固有のゲノムを形成する。卵子は受精卵になり、胚発生の胚期が始まる。胚期とは、受精から初期胚の発生を経て、着床するまでの期間を指す。胚期は妊娠10日前後で終了する。
受精卵にはすべての遺伝物質が含まれ、一人の人間の生物学的特徴をすべて備えており、胚へと発達する。簡単に説明すると、胚発生には、桑実胚期、胞胚期、原腸胚期、神経胚期という4つの段階がある。着床前の胚は、透明帯というタンパク質の殻に包まれたまま、卵割と呼ばれる一連の急速な有糸細胞分裂を行う。受精から1週間後、胚はまだ大きくなっていないが、透明帯から孵化して子宮の内膜に付着する。このとき、子宮細胞が増殖して胚を取り囲み、胚が子宮組織の中に埋め込まれる脱落膜化が誘発される。一方、胚は増殖し、胚組織と胚外組織の両方に発達し、後者は胎膜と胎盤を形成する。ヒトの場合、胚は出生前発達の後期には胎児と呼ばれるようになる。胚から胎児への移行は、受精後8週間と任意に定義される。

### 胚発生
ヒトの胚発生とは、ヒト胚の発生と形成のことである。それは、発生の初期段階に起こる胚の細胞分裂と細胞分化の過程によって特徴付けられる。生物学的に言えば、ヒトの発達は、単細胞の受精卵から成人のヒトへの成長を意味する。受精は、精細胞（精子）が卵細胞（卵子）の中に入って融合することに成功したときに起こる。次に、精子と卵子の遺伝物質が結合して、受精卵と呼ばれる1つの細胞を形成し、出生前発達の胚期が始まる。胚形成期は発達の最初の8週間で、9週間目に入ると胎児と呼ばれるようになる。
胚期とは、受精から初期胚の発達を経て、子宮への着床が完了するまでの期間をいう。胚期は10日前後で終了する。この段階で、受精卵は分裂を開始し、卵割と呼ばれる過程を経る。その後、胚盤胞が形成され、子宮内に着床する。胚発生は、次の段階の原腸陥入（原腸形成とも）に進み、組織形成と呼ばれる過程で胚の三胚葉が形成され、神経管形成と器官形成 (en:英語版) の過程がこれに続く。
胎児は、胚と比べて外見的な特徴がはっきりとし、発達中の器官の集まりも充実している。胚発生の全過程において、遺伝子発現、細胞増殖、細胞分化の空間的および時間的変化が協調して行われる。他の生物種、特に脊索動物の間でも、ほぼ同じような過程が起こる。

### 胎児の発達
胎児は、受精後9週目から始まるとされるヒトの発達段階である。しかし、生物学的に言うと出生前発達は連続的であり、胚と胎児を区別する多くの明確な特徴がある。また、胎児は体の主要な器官がすべて存在していることも特徴であるが、それらはまだ完全に発達して機能しておらず、最終的な位置に至っていないものもある。

出生前発達の段階

### 母性感作
胎児や胚は、母親の骨盤内にある子宮という器官の中で発達する。母親が胎児や胚を身ごもり経験する過程を妊娠という。胎盤は、発達中の胎児を子宮壁につなぎ、母体の血液供給を通じて栄養摂取、体温調節、老廃物の除去、およびガス交換を可能にし、体内感染に対抗し、妊娠をサポートするホルモンを産生する役割を担う。胎盤は、成長する胎児に酸素と栄養素を供給し、胎児の血液から老廃物を除去する。胎盤は子宮の壁に付着しており、胎児の臍帯（さいたい）は胎盤から発達する。これらの器官が、母体と胎児をつないでいる。胎盤は有胎盤類の特徴であるが、有袋類や一部の非哺乳類にも発達の程度に差はあるが存在する。さまざまな胎生動物におけるこのような構造の相同性については議論の余地があり、節足動物のような無脊椎動物では、ひいき目に見ても類似している程度である。

## 出生後

### 乳児期および小児期
小児期とは、生まれてから青年期までの年齢層を指す。発達心理学ではこれを、幼児前期 (en:英語版) （歩き始め）、幼児後期 (en:英語版) （遊びの年齢）、児童期（学齢期）、および青年期（思春期から思春期以降）の各発達段階に分けて考える。小児期のさまざまな要因が、その人の態度形成に影響を与える可能性がある。
- 思春期前
  - 新生児
  - 乳幼児（赤ちゃん）
  - 幼児 (en:英語版) 
  - 幼児期 (en:英語版) 
  - 初等学校の年齢、前思春期と重なる場合もある。

Approximate outline of development periods in child development.
子どもの発達における発達期間のおおよその概要。

タナー段階は、身体的な発達に基づいて子供の年齢を概算するために用いられる指標である。
| 北米、インド‐イラン、欧州の女の子向け | 北米、インド‐イラン、欧州の男の子向け |
| --- | --- |
| - 乳房発育開始 10.5歳 (8-13歳) - 陰毛発現 11歳 (8.5-13.5歳) - 成長加速現象 11.25歳（10-12.5歳） - 初潮（初回の経血）12.5歳 (10.5-14.5歳) - 親知らずの萌出 15.5歳 (14-17歳) - 成人の身長に到達 15.5歳 (14-17歳) | - 性腺機能発現（精巣の増大） 11.5歳（9.5-13.5歳） - 陰毛発現 12歳（10-14歳） - 成長加速現象 13歳 (11-15歳) - 精通（初回の射精）13.5歳（11.5-15.5歳） - 親知らずの萌出 17歳 (15-19歳) - 成長完了 17歳 (15-19歳) |

### 思春期
思春期とは、子供の身体が成熟し、有性生殖が可能な大人の身体になるまでの身体的変化の過程である。思春期は、脳から生殖腺 (en:英語版) （女の子は卵巣、男の子は精巣）へのホルモン信号によって開始される。生殖腺は信号に応じて性欲を刺激するホルモンを分泌し、脳、骨、筋肉、血液、皮膚、髪、乳房、性器の成長、機能、変容を促す。身長や体重などの身体的な成長は、思春期前半に加速し、大人の身体が発達した時に完了する。生殖能力が成熟するまでの思春期前の男女の身体的な違いは、外性器である。
平均すると、女子は10-11歳頃に思春期が始まり、15-17歳頃に思春期が終わる。男子は11-12歳頃に始まり、16-17歳頃に終わる。女性の思春期の大きな出来事は初潮であり、平均12-13歳で向かえる月経の始まりである。男性の場合、平均13歳で精通を迎える。21世紀では、子供が思春期を迎える平均年齢は、女子15歳、男子16歳であった19世紀と比較すると（特に女子が）低くなっている。これは、栄養状態の改善により体が急速に成長して、体重の増加や脂肪沈着、あるいは、時には食物摂取やその他の環境要因による異種エストロゲンなどの内分泌攪乱物質への曝露など、さまざまな要因が原因となる可能性がある。通常より早く始まる思春期は思春期早発症と呼ばれ、遅く始まる思春期は思春期遅発症と呼ばれる。
思春期の身体の大きさ、体形、性質および機能における形態学的変化の中で、特に注目すべきは第二次性徴の発現であり、少女から女性へ、少年から男性へと、子供の身体が充足することである。

### 成人期
生物学的には、成人とは性的に成熟したヒトまたは他の生物のことである。人間の世界では、成人という言葉はさらに、社会的および法的な概念に関連した意味を持つ。「未成年」とは対照的に、「法的成人」とは成年に達した人のことであり、したがって独立し、自立し、責任を負うとみなされる。成人期に達する一般的な年齢は18歳だが、法的権利や国によってその定義は異なる場合がある。
ヒトの成人期には、心理的な成人期の発達が含まれる。成人期の定義は、しばしば一貫性がなく矛盾が見られる。個人が生物学的に成人であり、成人としての行動をとっていても、法律上の成人年齢に達していなければ子供として扱われる。逆に、法律上は成人であっても、成人として定義される成熟度や責任を持たない場合もある。個人の精神および肉体の発達や成熟は、その人が置かれている状況に大きく影響されることが証明されている。

## 器官系
ヒトの器官や器官系は、器官形成と呼ばれる過程を経て発達する。これは、胚発生の3週目から始まり、外胚葉、中胚葉、内胚葉という3つの異なる胚葉を形成する。外胚葉は、最終的に皮膚の外層 (en:英語版) や神経系に発達する。中胚葉は、骨格筋、血液細胞、生殖器系、泌尿器系、循環器系の大部分、および胴体の結合組織を形成する。内胚葉は呼吸器、消化管およびいくつかの腺の上皮に発達する。

## 参照項目
- 成長学（英語版） - ヒトの身体的成長に関するあらゆる側面を網羅する学問分野
- 発生生物学 - 動物や植物が成長し発達する過程を研究する学問
- 生活史理論（英語版） - 世界中のさまざまな生物が用いる生活史戦略の多様性と、その生活環の変化の原因と結果を研究するために考案された分析的枠組み
- 人体解剖学 - 人体の器官や組織に関して研究する学問
- 人体 - ヒトを構成するもの